# スロッシング

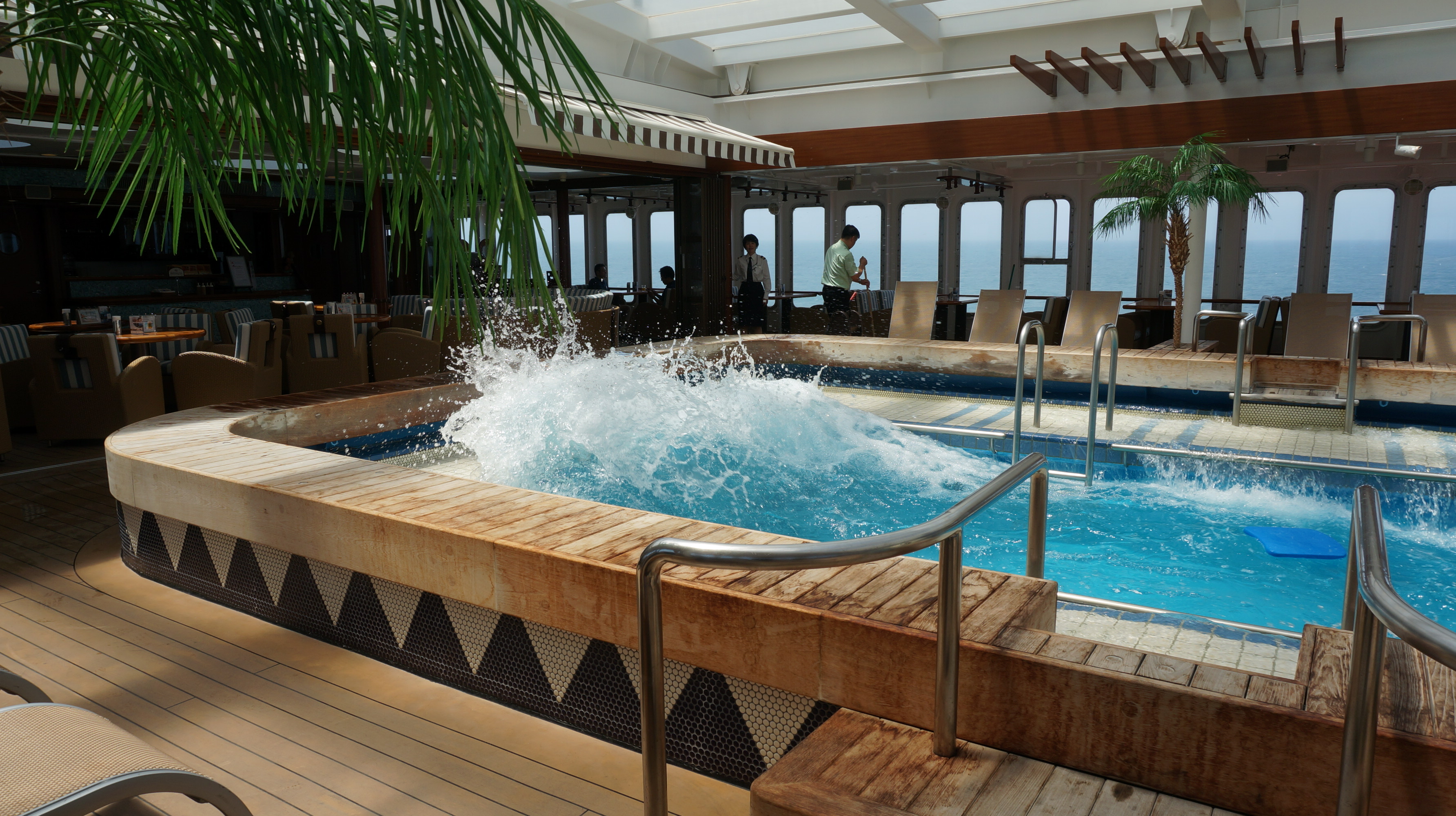
ピッチングにより発生した船内プールのスロッシング

スロッシング（英語：sloshing）とは、容器内の液体が外部からの比較的長周期な振動によって揺動すること。この揺動により、構造が破壊されたり、液体が容器から溢れ出る被害などが問題となる。

## 船舶での被害
石油タンカーやLNGタンカーなど大量の液体を輸送する船舶では、海上運航時の低周期揺動が内容物のスロッシングを引き起こすことが問題となっており、LNGタンカーではメンブレン方式で構造が損傷する事例が出ている。このためタンクを球体にすることで構造を強くすると共に衝撃を軽減する例が多いが、これは積極的なスロッシング対策ではない。スロッシングの発生を防止するには、一般にタンク内の液体を5%以下もしくは95%以上に制限する運用で回避することもできる。ただし運用性に制限が出るため、より積極的にスロッシングを制御できるよう、自立角形タンク方式（SPB方式）が日本で開発されている。この方式では、タンク内に構造部材を配置できるため、タンク内の液体と船体運動の同調を回避する隔壁の配置が可能となり、さらにタンク内の大骨が内部液体の運動を妨げる効果があることから、スロッシング衝撃荷重が発生しない安全なタンクとなる。

## 地震によるスロッシング被害
日本ではこれまで十勝沖地震や日本海中部地震で、地震振動によるスロッシングが原因で石油タンクの内容物が溢流したことが報告されている。

## 液体ロケットでのスロッシング対策
液体ロケットでもタンク内でのスロッシングが問題になるため、NASAやJAXAなどで研究が積極的に行われている。宇宙機におけるスロッシングは、機体の姿勢制御に影響を与えるだけでなく、スロッシングにより液体内に取り込まれた加圧ガスがエンジンに供給されるとエンジンの破損につながりかねない。このため、スロッシングを抑制するための邪魔板（バッフル板）をタンク内部に装備するなどの対策が取られている。なお、タンク出口に渦が生じるのを防ぐ（洗面台の排水が渦を巻くのと同様の現象）ためのanti-vortex baffleというものも別に存在する。これにより自由表面の凹みと渦の形成を大幅に削減または排除し、出口への蒸気の吸入を防ぐことができる。

## 原発使用済み燃料プールにおけるスロッシング
2007年、新潟県中越沖地震にともない被害を受けた柏崎刈羽原発では、地震の揺れによる使用済み燃料プールのスロッシングで溢れた水によりフロアが水浸しになり、一部が海洋に排出された。プールの水は微量の放射性物質を含む。こうした地震動による同様の使用済み燃料プールのスロッシングと溢水は、しばしば報告されている。また、2011年東日本太平洋沖地震にともなう福島第一原発事故では、地震動だけでなく原子炉建屋の水素爆発の衝撃により、やはりプールの水がスロッシングで一部失われたとみられている。ただし、爆発による溢水は振動ではなく主に水面にかかる不均一な圧力による。溢水した量の観測データは存在していないが、米アカデミー報告書は4号機プールに対するシミュレーションの設定であわせて深さ1.5メートルの水が失われたとしている。こうした水の喪失は、深刻な被害が予想される全電源喪失時のプールにおける冷却材喪失事故の進展に影響する。